# Ron van den Beuken
Ron van den Beuken (Horst, 10 april 1970) is een Nederlandse producer en remixer van dancehits.

## Biografie
Ron studeerde aan het conservatorium van Maastricht en ook rechten aan de universiteit, maar maakte deze niet af.
Hij begon dancemuziek te maken rond 1998. Hij kwam in de dancescene terecht door het produceren van het nummer Feel it van 8 Hands, dat in vele clubs een grote hit werd. Hierna scoorde hij met Keep it up van J&R Project, dat in Scandinavië een top-10 hit werd.
Hierna besloot Ron om meerdere verschillende projecten te doen, waaronder Shane met C'est muzique en Toujours.
Met Mystery in 2001 kreeg hij internationaal veel waardering, zoals bij de Engelse dj's Dave Pearce (BBC Radio 1) en Johan Gielen. The mystery werd over de gehele wereld uitgebracht, waaronder in Nederland, Spanje, Australië, Zuid-Afrika, Canada, Israël en Japan. Het bereikte in Engeland de Top 75 van de verkooplijsten. De opvolger Devotion (All I ever wanted) werd in 2002 een net zo grote hit en wederom vele dj's steunden deze plaat, zoals Paul van Dyk, Armin van Buuren, Johan Gielen, Blank & Jones, Judge Jules en vele anderen.
In 2003 introduceerde Ron Clokx, waarmee hij het nummer Clocks van Coldplay coverde. Dit bereikte in vele landen de nummer-1 positie in de dance-charts.
In augustus werd Timeless uitgebracht, dat hem de grote doorbraak bracht naar een breed publiek. Het was het eerste nummer dat onder zijn eigen naam werd uitgebracht. Het werd in vele clubs een grote hit, werd Dancesmash op Radio 538 en stond wekenlang in de hitparades.
In oktober kwam Overdrive onder de titel Ron van den Beuken presents Clokx, dat wederom een succes werd. Radio 538 bombardeerde op 9 januari 2004 ook dit nummer tot Dancesmash. Het kreeg ondersteuning van dj's als Tiësto, Marco V en wederom Armin van Buuren. Het werd zijn eerste top-40 notering.
In februari 2004 bracht hij samen met Sander van Doorn (alias Sam Sharp) het nummer Twister uit. Wederom werd dit Dancesmash en bereikte alle mogelijke hitparades in Nederland.
In juli van dat jaar maakte hij een remix van Katana's In silence. Ook dit nummer werd een Dancesmash bij Radio 538, waardoor hij binnen een jaar vier Dancesmashes behaalde, iets wat nog geen enkele artiest heeft bereikt.
Hierna produceerde Ron de single Endless, die in augustus uitkwam. Het behaalde wederom alle nummer-1 posities in de Dance Charts. Bij dit nummer zat een fantastische videoclip, opgenomen tijdens een groot festival in Polen.
In november produceerde hij het nummer Overload onder de naam R.V.D.B.
In 2005 werd hij veel gevraagd om remixes te maken voor artiesten. Hij maakte in het verleden remixes voor artiesten als Dj Quicksilver, G-Spott, 4 Strings, Sash!, CRW, Blank & Jones, Macc Zimms, Katana, Dj Tatana, Nightlife en vele anderen.
Hij bracht in 2005 drie singles uit: Feelings en Tibet onder het project Clokx en Sunset.

## Discografie

### Singles
| Single met eventuele hitnotering(en) in de Nederlandse Top 40 | Datum van verschijnen | Datum van binnenkomst | Hoogste positie | Aantal weken | Opmerkingen                                                           |
| ------------------------------------------------------------- | --------------------- | --------------------- | --------------- | ------------ | --------------------------------------------------------------------- |
| Clokx                                                         | 2003                  | -                     |                 |              | als Clokx / Nr. 52 in de Single Top 100                               |
| Timeless                                                      | 08-2003               | 20-09-2003            | tip9            | -            | Nr. 60 in de Single Top 100 / Dancesmash op Radio 538                 |
| Overdrive                                                     | 10-2003               | 24-01-2004            | 35              | 3            | met Clokx / Nr. 29 in de Single Top 100 / Dancesmash op Radio 538     |
| Twister                                                       | 10-02-2004            | 29-05-2004            | tip19           | -            | met Sam Sharp / Nr. 40 in de Single Top 100 / Dancesmash op Radio 538 |
| Endless                                                       | 18-08-2004            | 06-11-2004            | tip9            | -            | Nr. 47 in de Single Top 100                                           |
| Feelings (My children)                                        | 02-04-2005            | -                     |                 |              | met Clokx / Nr. 47 in de Single Top 100                               |
| Sunset                                                        | 1-5-2005              | 25-6-2005             | 28              | 3            | Nr. 22 in de Single Top 100 / Dancesmash op Radio 538                 |
| Tibet                                                         | 05-10-2005            | 19-11-2005            | tip6            | -            | met Clokx / Nr. 41 in de Single Top 100                               |
| Find the way                                                  | 26-06-2006            | -                     |                 |              | Nr. 35 in de Single Top 100                                           |
| Access                                                        | 11-01-2007            | -                     |                 |              | Nr. 97 in de Single Top 100                                           |
| Alcatrazz                                                     | 05-2007               | -                     |                 |              | Nr. 67 in de Single Top 100                                           |
| Life's too short                                              | 2009                  | 28-11-2009            | tip7            | -            | met Maarten de Jong                                                   |
| V2.0                                                          | 2010                  | 13-02-2010            | tip10           | -            | met Oryon                                                             |
| Catch your fall                                               | 2010                  | 30-10-2010            | 24              | 6            | als Clokx / Nr. 38 in de Single Top 100                               |
| House of cards                                                | 2014                  | -                     |                 |              | met Nils van Zandt & Monty Wells / Nr. 87 in de Single Top 100        |

| Single met hitnotering(en) in de Vlaamse Ultratop 50 | Datum van verschijnen | Datum van binnenkomst | Hoogste positie | Aantal weken | Opmerkingen |
| ---------------------------------------------------- | --------------------- | --------------------- | --------------- | ------------ | ----------- |
| Endless                                              | 2004                  | 12-02-2005            | 27              | 5            |             |

- Bibliothèque nationale de France: cb150305345 (data)
- Gemeinsame Normdatei: 135409578
- International Standard Name Identifier: 0000 0000 5521 5149
- MusicBrainz: 53897e33-2bb0-40b4-b5f9-d54a64a6c971
- Virtual International Authority File: 20145969913232250079